# ホンダ・RC100
ホンダ・RC100は、本田技研工業の技術者によって作られたプロトタイプのF1マシン。1993年に完成し、鈴鹿サーキットでテストされた後、クラッシュテストで破壊された。RC101とRC101Bと呼ばれる2台の車両も製造され、プロジェクトが終了する前にテストが行われた。
その後、ホンダはRC100を「RC-F1 1.0X」、RC101を「RC-F1 1.5X」、RC101Bを「RC-F12.0X」と呼んでいる。

## 歴史
1992年、F1で圧倒的な強さを誇ったホンダが新たな挑戦を求めて、ホンダは北米のチャンプカー・ワールド・シリーズ（CART）にチャレンジするために、1984年から行ってきたF1のエンジン供給プログラムを終了すると発表した。
しかし、エンジニアたちは、1960年代以降、行っていなかったフルホンダ製のF1マシン製作に挑戦し、独自のプロジェクトを立ち上げた。当時のホンダは、エンジニアのモチベーションと士気を高めるために、エンジニア独自プロジェクトを作ることを奨励していた。ホンダのモータースポーツ予算の中から、エンジニアが現実的にプロジェクトを作れるように、毎年特別に資金を確保された。しかし、これらのプロジェクトは本田技研工業のバックアップを受けておらず、実際にはエンジニアたちは自分の時間を使って、個人的にプロジェクトに取り組まなければならなかった。

### 1991年：RC-F1 1.0X（RC100）
1990年代初頭、F1シャーシの仕組みを研究するために、栃木県の本田技術研究所栃木研究所の量産車エンジニアが、勤務時間外のボランティア活動としてF1シャーシの設計を始めた。 1991年に最新のF1シャシーにアクセスできなかったため、エンジニアはRC100のモノコックとサスペンションを計算・解析して開発しなければならなかった。1991年後半には、マクラーレン・MP4/6に搭載されていた1991年製ホンダF1エンジンRA121Eの中古品を入手し、リビルドすることができた。
RC100/RC-F1 1.0Xのテストでは、モノコックやサスペンションの性能には満足していたが、風洞でのテストではシャシーの空力特性に満足していなかったため、次のマシンの開発を促すことになった。 RC100は白に塗装され、ホンダのR&Dエンジニアから「白いカラス」の愛称で親しまれた。

### 1992年：RC-F1 1.5X（RC101）
本田技術研究所のシャシー設計チームは、1993年のF1レギュレーションに完全に準拠し、前作の空力問題を解決するために、別のF1シャシーの製作に再チャレンジすることを決定した。1992年にホンダのエンジン供給プログラムで使用されていたものと同じホンダRA122E/B型V型12気筒エンジンと、マクラーレン・MP4/7Aをミラーリングしたホンダ製6速セミオートマチックトランスミッションを搭載した。
1992年にはまだ完成していなかったが、本田技研工業の川本信彦社長は、ホンダからの後ろ盾はないものの、プロジェクトの存在を認めていた。完成したRC101/RC-F1 1.5Xは1993年2月に一部メディアに公開された。その後、ホンダのエンジニアたちは、1993年のレギュレーションに適合していることを確認するために、FISA（国際自動車スポーツ連盟）による衝突テストを行い、実車を破壊する必要があった。
さらにもう1台の車が製作され、最初の公開テストが中嶋悟のドライブによって1994年1月に鈴鹿サーキットで行われた。その後、RC101のテストは終了し、ホンダは新しいCARTプログラムに集中した。
現在、ホンダ学園・関西校に所蔵

### 1994年：RC-F1 2.0X（RC101B）

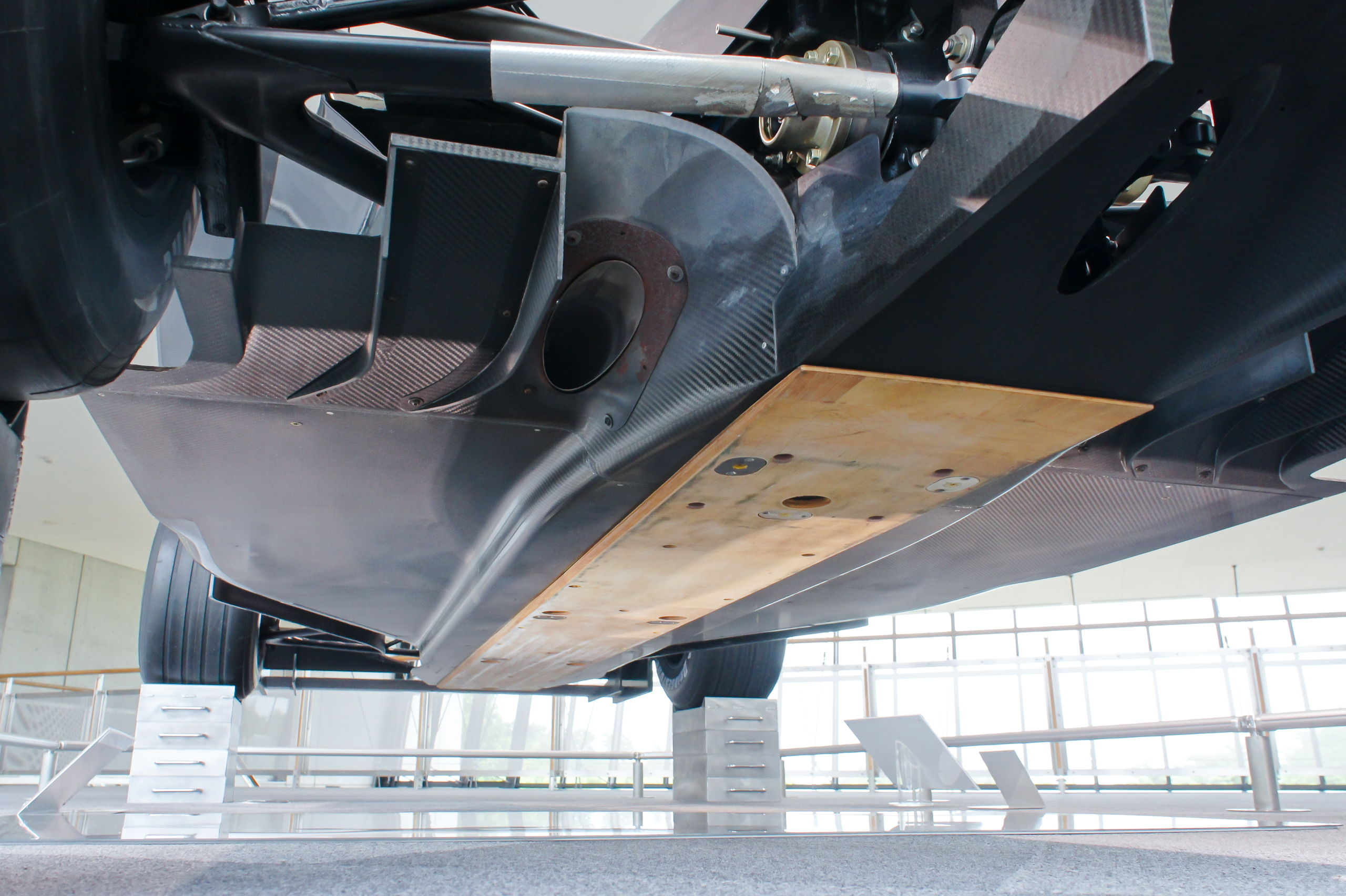
RC-F1 2.0Xの開発で最も力を入れられたのは、段付きボトムなど当時の最新の技術的なレギュレーションに対応させたことだ。

F1は1994年サンマリノグランプリでの死亡事故を受けて安全性に配慮したルール変更が行われ、その後、1995年のレギュレーションに基づいた3台目のF1マシンが製作された。RC101B/RC-F1 2.0Xは、段付きボトムや隆起したノーズコーンなどの新開発を行い、3.0Lの無限ホンダエンジン（無限ホンダ・MF301H）と、1998年までのブリヂストンタイヤ採用に向けて溝付きブリヂストンタイヤを採用した（ただし、タイヤは日本のF3000仕様）。

### その後
RC100、RC101、RC101Bは、栃木県のツインリンクもてぎで開催された、2001年のホンダフェスティバルでのデモ走行を経て、破壊される予定だった。最終的に、RC100はホンダテクニカルカレッジ関西に贈られ、後の2台はツインリンクもてぎにあるホンダコレクションホールに展示された。